# هورنی ستروپنیتسه
هورنی ستروپنیتسه (به چکی: Horní Stropnice) یک منطقهٔ مسکونی در جمهوری چک است که در شهرستان چسکه بودیوویتسه واقع شده‌است. هورنی ستروپنیتسه ۷۹٫۹۵ کیلومتر مربع مساحت و ۱٬۵۵۱ نفر جمعیت دارد و ۵۴۳ متر بالاتر از سطح دریا واقع شده‌است.